# جاسم الشريدة
جاسم الشريدة (2 سبتمبر 1948 - 15 أبريل 1993)، ممثل بحريني. وكان متزوج الفنانة شفيقة يوسف واستمر زواجهما حتى وفاته. يعد من أبرز الفنانين في الخليج، برز في الأعمال الكوميدية التلفزيونية والمسرحية. حيث انطلقت شهرته من خلال المسلسل الكوميدي سوالف أم هلال، وله العديد من في المسلسلات التليفزيونية والمسرحيات.

## أعماله

### المسلسلات التلفزيونية
- سوالف أم هلال
- العين
- رحلة العجائب
- الوفاء
- بن عقل
- فتاه أخرى

### المسرحيات
- سبع ليالي
- البراحة
- وطن الطائر
- بوخليل في الميدان
- حليمة ومنصور
- أرض لاتنبت الزهور